# Зубов Терентій Максимович
Терентій Максимович Зубов (рос. Зубов Терентий Максимович; 5 липня 1902 — 5 січня 1985) — радянський воєначальник, генерал-майор (берегової служби з 27.1.1951, артилерії з 5.5.1952), командор Ордена Британської імперії (1944).

## Біографія
Народився в селі Матвіївка, нині Веселівського району Запорізької області. Росіянин.
У РСЧА з травня 1923 року — червоноармієць, командир відділення навчальної батареї 1-го полку 1-го кавалерійського корпусу Червоного козацтва в місті Липовець.
Із вересня 1924 року — курсант Одеської артилерійської школи імені ним. М. В. Фрунзе.
У 1926 році вступає до ВКП(б).
У вересні 1928 року по закінченні школи призначений командиром взводу артилерійської батареї (з перервою), завідувачем речовим майном Батумського району берегової охорони (БО) (1-3.1930), в. о. начальника боєпостачання 6-ї артилерійської бригади БО ЧФ (6-8.1930), помічник начальника штабу 72-го окремого зенітно-артилерійського дивізіону Кримського району БО (8.1930-1.1932). Помічник начальника штабу 9-ї артилерійської бригади (1.1932-5.1936), в. о. начальника 1-ї частини (оперативного) штабу 9-ї артилерійської бригади (5.1936-10.1937) Владивостоцького УРа ТОФ.
Репресований (10.1937-6.1938), відновлений в кадрах ВМФ у жовтні 1939 року й призначений начальником штабу ППО Морського заводу (Кронштадт).
Учасник Радянсько-фінської війни 1939—1940.
Начальник штабу 15-го окремого артилерійського дивізіону Північного УРа (4-7.1940), начальник 1-го відділення (оперативного) штабу Кронштадтського сектора БО ЧБФ із грудня 1940 року.
У роки Німецько-радянської війни відновлений на колишній посаді. Брав участь у боях у складі 2-ї БМП біля селища Котли, брав участь в організації оборони Оранієнбаумського плацдарму, як на морі, так і на суші. Із бойової характеристики: «За період бойових дій проявив себе грамотним і вольовим командиром… У своїх діях рішучий… має великий досвід роботи в штабах БО ЧБФ. У бойових операціях по захопленню о. Езель налагодив і відпрацював взаємодію сухопутних частин із плаваючими з'єднаннями.»
Начальник штабу Іжорського УР сектора БО (1.1942-7.1943), Управління БО флоту (7.1943-10.1944), комендант Острівного сектора БО (о. Езель) (10.1944-9.1945) ЧБФ.
Комендант БО Острівного МОРа (9.1945-7.1950), заступник коменданта БО Головної бази (7.1950-9.1951), командир БО (9.1951-4.1955) 8-го ВМФ. У розпорядженні ЦК ВМФ (4-7.1955).
Із липня 1955 в запасі за станом здоров'я.
Похований в Олександро-Невському військовому цвинтарі у місті Таллінн.

## Нагороди

### СРСР
- орден Леніна (1950)
- три ордени Червоного Прапора (03.02.1944, 30.04.1945, 1955)
- орден Нахімова II ступеня — № 2 (08.07.1944)
- орден Вітчизняної війни I ступеня (17.07.1945)
- два ордени Червоної Зірки (25.03.1943, 03.11.1944)
- Медалі СРСР
- іменна зброя (1952)

### Подяки
- За очищення від противника острова Сааремаа (Езель), перетвореного німцями в опорний пункт, що прикривав підступи до Ризької затоки і повне визволення території Радянської Естонії від німецьких загарбників. 24 листопада 1944 року № 210.[1]

### Іноземні нагороди
- Командор Ордена Британської імперії (1944)[2]